# Micropterix aureopennella
Micropterix aureopennella és una espècie d'arna de la família Micropterigidae. Va ser descrita per Heath l'any 1986.
L'especie és endèmica d'Algèria.
Té una envergadura de 7,4 mm.